# محوطه جهانگیرآباد
محوطه جهانگیرآباد مربوط به کالکولیتیک - عصر آهن - دوره ساسانیان است و در شهرستان دره‌شهر، بخش مرکزی، دهستان زرین دشت، ضلع شمالی روستای جهانگیر آباد واقع شده و این اثر در تاریخ ۲۶ دی ۱۳۸۶ با شمارهٔ ثبت ۲۰۶۲۷ به‌عنوان یکی از آثار ملی ایران به ثبت رسیده است.